# Худин, Юрий Людвигович
Юрий Людвигович Худин — советский учёный, государственный и политический деятель, доктор технических наук, профессор, академик Академии горных наук РФ.

## Биография
Родился в 1926 году в Краснодоне. Член КПСС.
Образование высшее (окончил Донецкий индустриальный институт)
С 1949 года — на хозяйственной, общественной и политической работе.
До 1963 гг. — инженер, главный инженер, начальник шахты, управляющий треста «Сараньуголь» и «Абайуголь» Карагандинского угольного бассейна Казахской ССР.
- В 1963—1968 гг. — заместитель председателя Карагандинского совнархоза, заместитель начальника Управления угольной промышленности Казахской ССР.[1]
- В 1968—1976 гг. — директор Всесоюзного научно-исследовательского и проектно-конструкторского угольного института в г. Караганде.[1]
- В 1976—1993 гг. — заместитель директора Института горного дела.[1]
- В 1993—1996 гг. — директор Института горного дела им. А. А. Скочинского.[1]
- В 1996—2008 гг. — председатель правления региональной общественной организации «Научно-техническое общество специалистов горной промышленности».[1]

За разработку и внедрение высокоэффективной технологии добычи угля, концентрацию производства на базе применения комплексных средств механизации в Карагандинском угольном бассейне был в составе коллектива удостоен Государственной премии СССР в области науки и техники 1972 года.
За разработку и промышленное внедрение комплекса высокоэффективных методов прогноза газовыделения и новых способов интенсивного извлечения метана в шахтах и рудниках России был в составе коллектива удостоен Премии Правительства Российской Федерации в области науки и техники 2004 года.
Умер в Люберцах в 2016 году.
Почётный гражданин города Люберцы.